# 秋田自動車道
秋田自動車道（あきたじどうしゃどう、英語: AKITA EXPWY）は、岩手県北上市の北上ジャンクション (JCT) から秋田県秋田市を経由して、秋田県鹿角郡小坂町の小坂JCTに至る高速道路である。略称は秋田道（あきたどう）。
高速道路ナンバリングによる路線番号は、北上JCT - 河辺JCT間が釜石自動車道とともに「E46」、河辺JCT - 小坂JCT間が日本海東北自動車道とともに「E7」と各区間割り振られている。

## 概要
岩手県北上市で東北自動車道から分岐し、秋田県横手市で東北中央自動車道、秋田県秋田市河辺で日本海東北自動車道と連絡して秋田県能代市の二ツ井白神ICに至る186.7 キロメートル (km) の路線と秋田県北秋田市の鷹巣インターチェンジ (IC) を起点とし、秋田県鹿角郡小坂町の小坂JCTで東北自動車道に合流する35.5 kmの路線で構成される。有料区間と無料区間のうち八竜ICから能代南ICまでと小坂JCT料金所は東日本高速道路が管理・営業している。
東北横断自動車道釜石秋田線の北上JCT以西、日本海沿岸東北自動車道の河辺JCT - 秋田北IC間・昭和男鹿半島IC - 琴丘森岳IC間・釈迦内パーキングエリア (PA) - 小坂JCT間、一般国道7号秋田外環状道路・琴丘能代道路・鷹巣大館道路・大館西道路を総称する路線名である。
北上JCT - 横手IC間は、国道107号やJR北上線と並行しながら奥羽山脈を西へ貫く。横手IC付近で進路を北北西方向に変えて、以後、秋田中央IC付近まで雄物川や国道13号、JR奥羽本線と並行する。さらに秋田中央IC付近以北では国道7号やJR奥羽本線と並行しながら八郎潟の東側を北上し、能代南IC付近からは進路を東に変えながら二ツ井白神ICに至る。そこから、日本海沿岸東北自動車道として事業中の区間を間に挟み、鷹巣ICを起点として、奥羽山脈を東に貫く。奥羽山脈を越え、出羽山地を縫うように走るルートのため全体的にカーブや勾配が多い。そのため、完成4車線の区間では制限速度を80 km/h、暫定2車線の区間では70 km/hにそれぞれ制限されている。
秋田自動車道は1997年（平成9年）に一度全線開通しており、2001年（平成13年）までの終点は昭和男鹿半島ICであったが、利用する人にわかりやすくするため、2002年（平成14年）3月30日の琴丘能代道路の琴丘森岳IC - 八竜IC間の開通に併せて、昭和男鹿半島IC以北の区間も秋田自動車道の道路名で案内することとなった。
なお、秋田北IC - 昭和男鹿半島IC間・琴丘森岳IC - 二ツ井白神IC間・鷹巣IC - 釈迦内PA間は、秋田自動車道の一部として供用しているが、正式には高速自動車国道ではなく一般国道7号である。このため、有料区間の秋田北IC - 昭和男鹿半島IC間・琴丘森岳IC - 八竜IC間は、一般有料道路（高速自動車国道に並行する一般国道自動車専用道路）という扱いである。この区間では、2007年（平成19年）8月20日より高速自動車国道である他の区間と同じETC時間帯割引が行われている。
2011年（平成23年）2月25日から西仙北ICを閉鎖してETC専用ICへの切替工事を行い、3月26日15時から西仙北スマートIC（ETC専用スマートIC）として供用開始された。切り換えと同時にICの管理会社が第三セクター西仙北温泉インター株式会社から東日本高速道路へ移行している。
2010年（平成22年）6月28日から秋田中央IC - 八竜IC間において無料化社会実験を行っていたが、2011年（平成23年）3月11日に発生した東日本大震災の復興費用確保のため、同年6月19日に社会実験が一旦終了し、現在は一時凍結中である。

### 一般国道7号秋田外環状道路
秋田外環状道路（あきたそとかんじょうどうろ）は、秋田北ICから昭和男鹿半島ICに至る延長 9.5 kmの高速道路（高規格幹線道路）。
まだ日本海沿岸東北自動車道が法定化される前、秋田市が終点だった東北横断自動車道釜石秋田線を実質的に秋田市外へ延長させるために事業化され、国道7号バイパス（東北横断自動車道に並行する一般国道自動車専用道路）として整備された。1997年（平成9年）11月13日供用開始。

### 一般国道7号琴丘能代道路
琴丘能代道路（ことおかのしろどうろ）は、秋田県山本郡三種町から能代市に至る全長 33.8 kmの自動車専用道路である。
日本海沿岸東北自動車道に並行する国道7号の自動車専用道路として整備され、八竜IC - 二ツ井白神IC間は当面無料となっている。

#### 路線データ
- 起点 : 秋田県山本郡三種町鹿渡
- 終点 : 秋田県能代市二ツ井町駒形
- 全長 : 33.8 km
- 規格 : 第1種第2級
- 設計速度 : 100 km/h
- 車線 : 暫定2車線（完成4車線）

### 一般国道7号鷹巣大館道路
鷹巣大館道路（たかのすおおだてどうろ）は、秋田県北秋田市脇神から秋田県大館市櫃崎に至る全長 13.9 kmの自動車専用道路である。全線が秋田自動車道として供用している。鷹巣大館道路の起点よりさらに西の鷹巣西道路の接続部区間延長1.7 kmも本事業により整備され、鷹巣西道路と同時に供用を開始した。

### 一般国道7号大館西道路
大館西道路（おおだてにしどうろ）は、秋田県大館市櫃崎から大館市商人留に至る全長 8.8 kmの自動車専用道路である。

#### 路線データ
- 起点 : 秋田県大館市櫃崎
- 終点 : 秋田県大館市商人留
- 全長 : 8.8 km
- 規格 : 第1種第2級、第1種第3級
- 設計速度 : 100 km/h、80 km/h
- 道路幅員 : 12.0 m（暫定）
- 車線数 : 暫定2車線（完成4車線）：追い越し禁止（ポール設置）

#### 概要
当初、日本海沿岸東北自動車道に並行する一般国道の自動車専用道路として整備され、起点では事業中の鷹巣大館道路へ、終点の大館市商人留では日本海沿岸東北自動車道・新直轄区間に連続し、小坂JCTで東北自動車道に接続する計画で、2013年（平成25年）11月30日に小坂JCTまでの開通に伴い、当路線を含め秋田自動車道の一部に組み込まれた。
なお、後述の経緯より、大館西道路と日本海沿岸東北自動車道・新直轄区間の接続点は大館北ICではなく釈迦内PAである。

#### 沿革
計画当初、1982年度（昭和57年度）に国道7号大館西バイパスとして事業化され、1988年度（昭和63年度）に大館西道路に事業計画が変更された。
その後2003年度（平成15年度）には事業計画の起点を櫃崎仮出入口に変更して、大館南IC - 櫃崎仮出入口間 2.6 kmを延伸した。2006年度（平成18年度）には終点の位置はそのままに、大館北ICを大館市商人留から国道7号・現道の接続点（大館市釈迦内）に変更し、さらに跡地には釈迦内PAが整備された。
2011年（平成23年）には、櫃崎仮出入口の正式名称を二井田真中ICと決定するとともに二井田真中IC - 大館南IC間が開通し、2013年（平成25年）11月30日全線開通と同時に秋田自動車道に編入された。

## インターチェンジなど
- IC番号欄の背景色が   である部分については道路が供用済みの区間を示している。また、施設名欄の背景色が   である部分は施設が供用されていない、または完成していないことを示す。なお、未開通区間の名称は仮称である。
- 路線名の特記がないものは市道。
- バスストップ (BS) のうち、○/●は運用中、◆は休止中の施設。無印はBSなし。
- スマートインターチェンジ (SIC) は背景色   で示す。
- 英略字は、IC : インターチェンジ、SIC : スマートインターチェンジ、JCT : ジャンクション、SA : サービスエリア、PA : パーキングエリア、TB : 本線料金所、BS : バスストップ、TN : トンネル、BR : 橋梁

- 北上JCT - 秋田北IC : 東北横断自動車道釜石秋田線
- 秋田北IC - 昭和男鹿半島IC : 一般国道7号 秋田外環状道路
- 昭和男鹿半島IC - 琴丘森岳IC : 日本海沿岸東北自動車道
- 琴丘森岳IC - 二ツ井白神IC : 一般国道7号 琴丘能代道路
- 二ツ井白神IC - 小繋IC : 一般国道7号 二ツ井バイパス（現道活用区間）[注釈 1]
- 小繋IC - 蟹沢IC : 一般国道7号 二ツ井今泉道路[注釈 2]
- 蟹沢IC - 北秋田市脇神[注釈 3] ：秋田県道325号大館能代空港西線 鷹巣西道路[注釈 4]
- 北秋田市脇神 - 大館能代空港IC：一般国道7号 鷹巣大館道路のすり付け区間
- 大館能代空港IC - 二井田真中IC：一般国道7号 鷹巣大館道路
- 二井田真中IC - 釈迦内PA : 一般国道7号 大館西道路
- 釈迦内PA - 小坂JCT : 日本海沿岸東北自動車道

| IC 番号 | 施設名               | 接続路線名                                                          | 起点 から (km) | BS | 備考                                                                                 | 所在地 | 所在地            |
| ------- | -------------------- | ------------------------------------------------------------------- | -------------- | -- | ------------------------------------------------------------------------------------ | ------ | ----------------- |
| 37      | 北上JCT              | E4 東北自動車道                                                     | 0.0            |    |                                                                                      | 岩手県 | 北上市            |
| 1       | 北上西IC             | 岩手県道47号北上西インター線 岩手県道225号北上和賀線                | 8.7            |    |                                                                                      | 岩手県 | 北上市            |
| -       | 和賀仙人TN           |                                                                     | ↓              |    | 長さ 3,776 m                                                                         | 岩手県 | 北上市            |
| -       | 和賀仙人TN           | 和賀郡 西和賀町                                                     | ↓              |    | 長さ 3,776 m                                                                         | 岩手県 |                   |
| -       | 錦秋湖SA             |                                                                     | 21.4           |    |                                                                                      | 岩手県 |                   |
| 2       | 湯田IC               | 国道107号                                                           | 30.3           |    |                                                                                      | 岩手県 |                   |
| -       | 山内TN               |                                                                     | ↓              |    | 長さ 2,439 m                                                                         | 秋田県 | 横手市            |
| -       | 山内PA               |                                                                     | 41.0           |    |                                                                                      | 秋田県 | 横手市            |
| -       | 山内BS               |                                                                     | 43.2           | ○  |                                                                                      | 秋田県 | 横手市            |
| 3       | 横手IC/JCT           | E13 東北中央自動車道（湯沢横手道路） 国道13号                       | 50.6           |    |                                                                                      | 秋田県 | 横手市            |
| -       | 平鹿BS               |                                                                     | 52.7           | ○  |                                                                                      | 秋田県 | 横手市            |
| 3-1     | 横手北SIC            | 秋田県道29号横手大森大内線                                          | 57.1           |    |                                                                                      | 秋田県 | 横手市            |
| -       | 旭BS                 |                                                                     | 57.6           | ◆  |                                                                                      | 秋田県 | 横手市            |
| -       | 角間川BS             |                                                                     | 65.8           | ○  |                                                                                      | 秋田県 | 大仙市            |
| -       | 雄物川第一BR         |                                                                     | ↓              |    | 橋長 549 m                                                                           | 秋田県 | 大仙市            |
| -       | 雄物川第一BR         | 横手市                                                              | ↓              |    | 橋長 549 m                                                                           | 秋田県 |                   |
| -       | 大森PA               |                                                                     | 68.9           |    |                                                                                      | 秋田県 |                   |
| 4       | 大曲IC               | 国道105号・大曲西道路                                               | 71.5           |    |                                                                                      | 秋田県 | 大仙市            |
| -       | 南外BS               |                                                                     | 78.3           | ○  |                                                                                      | 秋田県 | 大仙市            |
| 4-1     | 西仙北SA/SIC         | 秋田県道10号本荘西仙北角館線 （市道経由）                           | 87.8           |    | SICは6時 - 22時のみ利用可能                                                          | 秋田県 | 大仙市            |
| -       | 雄物川第二BR         |                                                                     | ↓              |    |                                                                                      | 秋田県 | 大仙市            |
| 5       | 協和IC               | 国道341号                                                           | 95.4           |    |                                                                                      | 秋田県 | 大仙市            |
| 5-1     | 河辺JCT              | E7 日本海東北自動車道                                               | 103.8          |    |                                                                                      | 秋田県 | 秋田市            |
| 6       | 秋田南IC             | 国道13号                                                            | 106.7          |    |                                                                                      | 秋田県 | 秋田市            |
| 7       | 秋田中央IC           | 秋田県道62号秋田北野田線                                            | 113.7          |    |                                                                                      | 秋田県 | 秋田市            |
| -       | 太平山PA             |                                                                     | 117.9          |    | 上り線に救急車緊急退出路。秋田大学医学部附属病院に接続。                             | 秋田県 | 秋田市            |
| 8       | 秋田北IC             | 秋田県道72号秋田北インター線                                        | 122.9          |    |                                                                                      | 秋田県 | 秋田市            |
| 9       | 昭和男鹿半島IC       | 国道7号（現道）                                                     | 132.4          |    |                                                                                      | 秋田県 | 秋田市            |
| 10      | 五城目八郎潟IC       | 秋田県道15号秋田八郎潟線                                            | 143.5          |    |                                                                                      | 秋田県 | 南秋田郡 五城目町 |
| -       | 八郎湖SA             |                                                                     | 150.4          |    |                                                                                      | 秋田県 | 山本郡 三種町     |
| 11      | 琴丘森岳IC           | 秋田県道37号琴丘上小阿仁線                                          | 153.1          |    |                                                                                      | 秋田県 | 山本郡 三種町     |
| -       | 琴丘森岳TB           |                                                                     | 153.5          |    | 本線料金所                                                                           | 秋田県 | 山本郡 三種町     |
| 12      | 八竜IC               | 国道7号（現道）                                                     | 166.1          |    |                                                                                      | 秋田県 | 山本郡 三種町     |
| 13      | 能代南IC             | 国道7号（現道）                                                     | 170.2          |    |                                                                                      | 秋田県 | 能代市            |
| 14      | 能代東IC             | 国道7号（現道） 秋田県道64号能代二ツ井線                            | 176.7          |    |                                                                                      | 秋田県 | 能代市            |
| 15      | 二ツ井白神IC         | 国道7号（現道） 秋田県道317号西目屋二ツ井線                         | 186.7          |    |                                                                                      | 秋田県 | 能代市            |
| -       | 二ツ井白神第2IC      | 国道7号（現道）                                                     |                |    | 琴丘能代道路と本線を直結する改良工事を事業中 （能代地区線形改良） 2025年度内開通予定 | 秋田県 | 能代市            |
| 事業中  |                      |                                                                     |                |    |                                                                                      | 秋田県 | 能代市            |
| -       | 能代市二ツ井町種梅   | 秋田県道202号小滝二ツ井線 秋田県道203号高屋敷茶屋下線               |                |    | 立体化する改良工事を事業中 （種梅入口交差点改良）                                    | 秋田県 | 能代市            |
| 事業中  |                      |                                                                     |                |    |                                                                                      | 秋田県 | 能代市            |
| -       | 能代市二ツ井町荷上場 | 秋田県道317号西目屋二ツ井線                                         |                |    | 合流ランプの改良工事を事業中 （荷上場地区交差点改良）                                | 秋田県 | 能代市            |
| 事業中  |                      |                                                                     |                |    |                                                                                      | 秋田県 | 能代市            |
| -       | 小繋IC               | 国道7号（現道） 秋田県道322号きみまち阪公園素波里湖線               |                |    | 小繋IC - 今泉IC 2025年度開通予定 今泉IC - 蟹沢IC 事業中                              | 秋田県 | 能代市            |
| -       | 今泉IC               | 国道7号（現道） 秋田県道325号大館能代空港西線（現道）               |                |    | 小繋IC - 今泉IC 2025年度開通予定 今泉IC - 蟹沢IC 事業中                              | 秋田県 | 北秋田市          |
| 21      | 蟹沢IC               | 秋田県道325号大館能代空港西線（現道）                               | 0.0            |    |                                                                                      | 秋田県 | 北秋田市          |
| 22      | 伊勢堂岱IC           | 秋田県道197号木戸石鷹巣線                                           | 1.7            |    |                                                                                      | 秋田県 | 北秋田市          |
| 23      | 大館能代空港IC       | 秋田県道324号大館能代空港東線 秋田県道325号大館能代空港西線（現道） | 5.3            |    |                                                                                      | 秋田県 | 北秋田市          |
| 24      | 鷹巣IC               | 国道105号鷹巣バイパス                                               | 7.0            |    |                                                                                      | 秋田県 | 北秋田市          |
| -       | 栄TN                 |                                                                     | ↓              |    | 長さ 562 m                                                                           | 秋田県 | 北秋田市          |
| -       | 摩当山TN             |                                                                     | ↓              |    | 長さ 3,333 m                                                                         | 秋田県 | 北秋田市          |
| -       | 摩当山TN             | 大館市                                                              | ↓              |    | 長さ 3,333 m                                                                         | 秋田県 |                   |
| 25      | 二井田真中IC         | 秋田県道52号比内田代線                                              | 19.2           |    |                                                                                      | 秋田県 |                   |
| 26      | 大館南IC             | 国道103号大館南バイパス                                             | 21.8           |    |                                                                                      | 秋田県 |                   |
| -       | 片山TN               |                                                                     | ↓              |    | 長さ 420 m                                                                           | 秋田県 |                   |
| 27      | 大館北IC             | 国道7号（現道）                                                     | 26.4           |    |                                                                                      | 秋田県 |                   |
| -       | 釈迦内PA             |                                                                     | 28.0           |    | 上下線集約・Uターン可能                                                              | 秋田県 |                   |
| -       | 大茂内第一TN         |                                                                     | ↓              |    | 長さ 1,823 m                                                                         | 秋田県 |                   |
| -       | 大茂内第二TN         |                                                                     | ↓              |    | 長さ 2,988 m                                                                         | 秋田県 |                   |
| -       | 雪沢第一TN           |                                                                     | ↓              |    | 長さ 2,553 m                                                                         | 秋田県 |                   |
| -       | 雪沢第二TN           |                                                                     | ↓              |    | 長さ 1,849 m                                                                         | 秋田県 |                   |
| -       | 雪沢第二TN           | 鹿角郡 小坂町                                                       | ↓              |    | 長さ 1,849 m                                                                         | 秋田県 |                   |
| 28      | 小坂北IC             |                                                                     | 42.0           |    | 大館方面出入口のみ                                                                   | 秋田県 |                   |
| 49-2    | 小坂JCT TB           |                                                                     | 42.0           |    | 本線料金所                                                                           | 秋田県 |                   |
| 49-2    | 小坂JCT              | E4 東北自動車道                                                     | 42.5           |    |                                                                                      | 秋田県 |                   |

- 有料区間
  - 北上JCT - 八竜IC
  - 小坂北IC - 小坂JCT

- 無料区間
  - 八竜IC - 二ツ井白神IC
  - 蟹沢IC - 小坂北IC

## 歴史
| 1991 | (7月)横手IC - 秋田南IC                                     |
| 1992 |                                                            |
| 1993 | (3月)八竜IC - 能代南IC                                     |
| 1994 | (8月)北上JCT - 北上西IC                                    |
| 1995 | (11月)湯田IC - 横手IC                                      |
| 1996 |                                                            |
| 1997 | (7月)北上西IC - 湯田IC (11月)秋田南IC - 昭和男鹿半島IC     |
| 1998 | (12月)大館南IC - 大館北IC                                  |
| 1999 |                                                            |
| 2000 |                                                            |
| 2001 |                                                            |
| 2002 | (12月)琴丘森岳IC - 八竜IC (9月)昭和男鹿半島IC - 琴丘森岳IC |
| 2003 |                                                            |
| 2004 |                                                            |
| 2005 |                                                            |
| 2006 | (7月)能代南IC - 能代東IC                                   |
| 2007 | (8月)能代東IC - 二ツ井白神IC                               |
| 2008 |                                                            |
| 2009 |                                                            |
| 2010 |                                                            |
| 2011 | (12月)二井田真中IC - 大館南IC                              |
| 2012 |                                                            |
| 2013 | (11月)大館北IC - 小坂JCT                                   |
| 2014 |                                                            |
| 2015 |                                                            |
| 2016 | (10月)鷹巣IC - 二井田真中IC                                |
| 2017 |                                                            |
| 2018 | (3月)大館能代空港IC - 鷹巣IC                               |
| 2019 |                                                            |
| 2020 | (12月)蟹沢IC - 大館能代空港IC                              |

- 1982年（昭和57年）：一般国道7号大館西バイパス（第3種第1級） 事業化。
- 1983年（昭和58年）：一般国道7号琴丘能代道路 事業化。
- 1988年（昭和63年）：一般国道7号大館西バイパスを大館西道路（第1種第3級）に計画変更。
- 1991年（平成3年）7月25日：横手IC - 秋田南IC間開通。これにより、秋田市を通過する初めての高速道路が開通した。
- 1993年（平成5年）3月17日：八竜IC - 能代南IC間が一般国道7号琴丘能代道路として開通。
- 1994年（平成6年）
  - 8月4日：北上JCT - 北上西IC間開通により東北自動車道と接続。
  - 11月12日：横手ICで湯沢横手道路と接続。
- 1995年（平成7年）11月10日：湯田IC - 横手IC間開通。
- 1997年（平成9年）
  - 7月23日：北上西IC - 湯田IC間開通（秋田自動車道として1回目の全線開通）。
  - 11月13日：秋田南IC - 秋田北IC間開通。同時に、秋田北IC - 昭和男鹿半島IC間が一般国道7号秋田外環状道路として開通。
- 1998年（平成10年）12月5日：大館南IC - 釈迦内仮出入口（現・大館北IC）間が一般国道7号大館西道路として開通。
- 2001年（平成13年）7月7日：協和IC - 秋田南IC間の4車線化完成。同時に、河辺JCT開通により日本海東北自動車道と接続。
- 2002年（平成14年）
  - 3月30日：琴丘森岳IC - 八竜IC間が一般国道7号琴丘能代道路として開通。
  - 4月10日：西仙北IC 供用開始。
  - 9月28日：昭和男鹿半島IC - 琴丘森岳IC間開通。同時に琴丘森岳本線料金所を新設。
- 2003年（平成15年）10月29日：大曲IC - 西仙北IC/SA間 4車線化。
- 2004年（平成16年）3月26日：西仙北IC/SA - 協和IC間 4車線化。
- 2005年（平成17年）10月1日：日本道路公団民営化により東日本高速道路株式会社に継承。
- 2006年（平成18年）7月29日：能代南IC - 能代東IC間が一般国道7号琴丘能代道路として開通。
- 2007年（平成19年）8月12日：能代東IC - 二ツ井白神IC間が一般国道7号琴丘能代道路として開通。
- 2009年（平成21年）6月30日：西仙北スマートICの連結を許可。（西仙北ICのスマートIC化に伴う連結許可）[23]
- 2010年（平成22年）
  - 2月2日：秋田中央IC - 八竜IC間が高速道路無料化社会実験の対象区間に指定。
  - 6月28日：秋田中央IC - 八竜IC間で高速道路無料化社会実験の運用開始[24]。
- 2011年（平成23年）
  - 3月26日：西仙北ICがスマートインターチェンジ化[25]。
  - 6月19日：政府が2011年3月11日に発生した東日本大震災の復興費用確保のため、秋田中央IC - 八竜IC間で行っていた無料化社会実験を一旦終了させ、以降の社会実験を一時凍結[5]。これに伴いこの区間の通行料金が再び有料となった。
  - 6月20日：東日本大震災の被災者支援、復興・復旧支援を目的に一部車両を対象に通行料金を無料とする措置を全線で開始[26]。
  - 8月24日：二ツ井白神ICから直通する日本海沿岸東北自動車道・基本計画区間について、国土交通省は整備計画策定の前提となる計画段階評価に着手し、事業化が決定した[27]。
  - 12月17日：二井田真中IC - 大館南IC間が一般国道7号大館西道路として開通[28]。
- 2012年（平成24年）3月31日：東日本大震災の被災者支援、復興・復旧支援を目的に一部車両を対象に通行料金を無料措置の実施終了。
- 2013年（平成25年）11月30日：大館北IC（釈迦内仮出入口から改称） - 小坂JCT間開通により東北自動車道と接続。同時に大館西道路（二井田真中IC - 釈迦内PA間）が秋田自動車道に編入[29]。
- 2016年（平成28年）10月22日：鷹巣IC - 二井田真中IC間（一般国道7号鷹巣大館道路）が開通[30]。
- 2018年（平成30年）3月21日：大館能代空港IC - 鷹巣IC間（一般国道7号鷹巣大館道路）が開通[31]。
- 2019年（平成31年/令和元年）
  - 3月29日：湯田IC - 横手IC/JCT間の一部において、国土交通省より防災を目的とした4車線化工事の事業許可を受ける[32]。
  - 8月4日：横手北スマートIC供用開始[33]。
  - 9月4日：国土交通省が秋田道の暫定2車線区間のうち、北上JCT - 大曲IC間を10 - 15年後を目処に4車線化する優先整備区間に選定する方針を発表[34][35][36]。
- 2020年（令和2年）
  - 3月10日 : 国土交通省が秋田道の4車線化優先整備区間のうち、2020年度に新たに4車線化事業に着手する候補箇所として湯田IC - 横手IC/JCT間の一部を選定[37][38][39]。
  - 3月31日：湯田IC - 横手IC/JCT間の一部において、国土交通省より4車線化工事の事業許可を受ける[40]。
  - 12月13日：蟹沢IC - 大館能代空港IC間（鷹巣西道路および鷹巣西道路への接続区間）が開通[41]。
- 2021年（令和3年）
  - 3月5日 : 国土交通省が秋田道の4車線化優先整備区間のうち、2021年度に新たに4車線化事業に着手する候補箇所として北上西IC - 湯田IC間を選定[42][43][44]。
  - 3月30日：北上西IC - 湯田IC間において、国土交通省より4車線化工事の事業許可を受ける[45]。
- 2022年（令和4年）
  - 6月17日：国土交通省の有識者委員会から、今泉IC - 蟹沢IC間について現道（秋田県道325号大館能代空港西線）を活用する計画を変更し、別線（自動車専用道路）での整備が妥当とする案が提言された[10][11][12]。
  - 12月19日 - 今泉IC - 蟹沢IC間を二ツ井今泉道路事業に組み込み、別線整備する事業計画変更が承認[13][14]。
- 2024年（令和6年）
  - 3月1日 : 国土交通省が秋田道の4車線化優先整備区間のうち、2024年度に新たに4車線化事業に着手する候補箇所として横手北SIC - 大曲IC間（延長7.9 km）を選定[46][47]。
  - 3月27日：横手北SIC - 大曲IC間（延長7.9 km）において、国土交通省より4車線化工事の事業許可を受ける[48]。

### 開通予定年度
- 2025年度内（令和7年度内）：能代地区線形改良（二ツ井白神IC - 能代市二ツ井町切石）[18]
- 2025年度（令和7年度）：二ツ井今泉道路（小繋IC - 今泉IC）[22]

当分は一部別線整備（二ツ井今泉道路）を行い、現道活用区間は交差点改良に留める暫定整備を行う。また、将来的には現道活用区間も改良工事が行われ、全線が自動車専用道路として整備される予定である。

## 路線状況

### 車線・最高速度・料金
| 区間                              | 車線 上下線=上り線+下り線 | 最高速度 | 料金 | 備考 |
| --------------------------------- | ------------------------- | -------- | ---- | ---- |
| 北上JCT - 横手IC                  | 2=1+1 （暫定2車線）       | 70 km/h  | 有料 | ※    |
| 横手IC - 横手北SIC                | 4=2+2                     | 80 km/h  | 有料 |      |
| 横手北SIC - 大森PA                | 2=1+1 （暫定2車線）       | 70 km/h  | 有料 | ※    |
| 大森PA - 秋田南IC                 | 4=2+2                     | 80 km/h  | 有料 |      |
| 秋田南IC - 八竜IC                 | 2=1+1 （暫定2車線）       | 70 km/h  | 有料 |      |
| 八竜IC - 二ツ井白神IC             | 2=1+1 （暫定2車線）       | 70 km/h  | 無料 |      |
| （二ツ井白神IC - 蟹沢IC間未開通） |                           |          |      |      |
| 蟹沢IC - 大館能代空港IC           | 2=1+1 （完成2車線）       | 80 km/h  | 無料 |      |
| 大館能代空港IC - 小坂北IC         | 2=1+1 （暫定2車線）       | 70 km/h  | 無料 |      |
| 小坂北IC - 小坂JCT                | ランプウェイ              | 40 km/h  | 有料 |      |

- ※ : 北上JCT - 大曲IC間は4車線化優先整備区間[34][35][36]このうち、北上西IC - 大曲IC間が事業化されている。

### 道路施設

#### サービスエリア・パーキングエリア
売店は錦秋湖サービスエリア (SA) と西仙北SAに設置されている。西仙北SAの下り線の売店はファミリーマート、上り線の売店はセブン-イレブンでいずれも24時間営業である。ガソリンスタンドは錦秋湖SAに設置されていて日中の時間帯だけ営業している。その他のエリアはトイレと自動販売機だけ設置している。

#### 主なトンネルと橋
| トンネル・橋梁名称 | 延長                        | 区間                      | 備考                                                   |
| ------------------ | --------------------------- | ------------------------- | ------------------------------------------------------ |
| 山口トンネル       | 250 m                       | 北上西IC - 錦秋湖SA       |                                                        |
| 和賀仙人トンネル   | 3,776 m                     | 北上西IC - 錦秋湖SA       | 3,775.5 m, 当路線最長トンネル                          |
| 大荒沢トンネル     | 293 m                       | 北上西IC - 錦秋湖SA       |                                                        |
| 峠山トンネル       | 1,321 m                     | 北上西IC - 錦秋湖SA       |                                                        |
| 鷲ノ巣トンネル     | 924 m                       | 錦秋湖SA - 湯田IC         |                                                        |
| 湯田トンネル       | 2,413 m                     | 錦秋湖SA - 湯田IC         | 別資料2,485 m                                          |
| 川尻トンネル       | 475 m                       | 錦秋湖SA - 湯田IC         |                                                        |
| 黒沢トンネル       | 471 m                       | 湯田IC - 山内PA           |                                                        |
| 山内トンネル       | 2,439 m                     | 湯田IC - 山内PA           |                                                        |
| 土渕トンネル       | 774 m                       | 山内PA - 横手IC/JCT       |                                                        |
| 大沢トンネル       | 444 m                       | 山内PA - 横手IC/JCT       |                                                        |
| 横手トンネル       | 681 m                       | 山内PA - 横手IC/JCT       |                                                        |
| 雄物川第一橋       | 549 m                       | 横手北SIC - 大森PA        |                                                        |
| 雄物川第二橋       |                             | 西仙北SA/SIC - 協和IC     |                                                        |
| 協和トンネル       | 上り線：527 m 下り線：541 m | 西仙北SA/SIC - 協和IC     | 当路線において唯一、上下線別々のトンネルとなっている。 |
| 市野トンネル       | 437 m                       | 五城目八郎潟IC - 八郎湖SA |                                                        |
| 栄トンネル         | 562 m                       | 鷹巣IC - 二井田真中IC     |                                                        |
| 摩当山トンネル     | 3,333 m                     | 鷹巣IC - 二井田真中IC     | 当路線で2番目に長いトンネル                            |
| 片山トンネル       | 420 m                       | 大館南IC - 大館北IC       |                                                        |
| 釈迦内トンネル     | 295 m                       | 釈迦内PA - 小坂北IC       |                                                        |
| 大茂内第一トンネル | 1,823 m                     | 釈迦内PA - 小坂北IC       |                                                        |
| 大茂内第二トンネル | 2,988 m                     | 釈迦内PA - 小坂北IC       | 当路線で3番目に長いトンネル                            |
| 大川日沢橋         | 431 m                       | 釈迦内PA - 小坂北IC       |                                                        |
| 雪沢第一トンネル   | 2,553 m                     | 釈迦内PA - 小坂北IC       |                                                        |
| 雪沢第二トンネル   | 1,849 m                     | 釈迦内PA - 小坂北IC       |                                                        |

※ 北上JCT - 大森PA間、秋田南IC - 小坂JCT間は対面通行（暫定2車線）

##### トンネルの数
| 区間                      | 上り線 | 下り線 |
| ------------------------- | ------ | ------ |
| 北上JCT - 北上西IC        | 0      | 0      |
| 北上西IC - 錦秋湖SA       | 4      | 4      |
| 錦秋湖SA - 湯田IC         | 3      | 3      |
| 湯田IC - 山内PA           | 2      | 2      |
| 山内PA - 横手IC           | 3      | 3      |
| 横手IC - 横手北SIC        | 0      | 0      |
| 横手北SIC - 大森PA        | 0      | 0      |
| 大森PA - 西仙北SA/SIC     | 0      | 0      |
| 西仙北SA/SIC - 協和IC     | 1      | 1      |
| 協和IC - 秋田南IC         | 0      | 0      |
| 秋田南IC - 五城目八郎潟IC | 0      | 0      |
| 五城目八郎潟IC - 八郎湖SA | 1      | 1      |
| 八郎湖SA - 二ツ井白神IC   | 0      | 0      |
| 蟹沢IC - 鷹巣IC           | 0      | 0      |
| 鷹巣IC - 二井田真中IC     | 2      | 2      |
| 二井田真中IC - 大館南IC   | 0      | 0      |
| 大館南IC - 大館北IC       | 1      | 1      |
| 大館北IC - 釈迦内PA       | 0      | 0      |
| 釈迦内PA - 小坂北IC       | 5      | 5      |
| 小坂北IC - 小坂JCT        | 0      | 0      |
| 合計                      | 20     | 20     |

### 道路管理者
- NEXCO東日本 東北支社[51]
  - 北上管理事務所 : 北上JCT - 湯田IC
  - 秋田管理事務所 : 湯田IC - 能代南IC
- 国土交通省
  - 東北地方整備局 能代河川国道事務所 : 能代南IC - 二ツ井白神IC[52]、蟹沢IC - 小坂JCT

### 交通量
24時間交通量（台） 道路交通センサス
| 区間                            | 平成17（2005）年度 | 平成22（2010）年度 | 平成27（2015）年度 | 令和3（2021）年度 |
| ------------------------------- | ------------------ | ------------------ | ------------------ | ----------------- |
| 北上JCT - 北上西IC              | 05,472             | 05,358             | 06,281             | 05,548            |
| 北上西IC - 湯田IC               | 05,688             | 05,490             | 09,530※            | 07,730※           |
| 湯田IC - 横手IC/JCT             | 05,455             | 05,222             | 06,185             | 04,502            |
| 横手IC/JCT - 横手北SIC          | 07,096             | 07,367             | 07,859             | 05,526            |
| 横手北SIC - 大曲IC              | 07,096             | 07,367             | 07,859             | 06,272            |
| 大曲IC - 西仙北SA/SIC           | 08,661             | 09,428             | 09,787             | 08,239            |
| 西仙北SA/SIC - 協和IC           | 08,929             | 09,684             | 10,091             | 08,490            |
| 協和IC - 河辺JCT                | 09,547             | 10,126             | 10,476             | 08,823            |
| 河辺JCT - 秋田南IC              | 10,202             | 12,099             | 11,640             | 09,410            |
| 秋田南IC - 秋田中央IC           | 06,148             | 08,559             | 08,156             | 06,764            |
| 秋田中央IC - 秋田北IC           | 05,200             | 12,160             | 05,820             | 04,983            |
| 秋田北IC - 昭和男鹿半島IC       | 05,019             | 16,822             | 06,278             | 05,585            |
| 昭和男鹿半島IC - 五城目八郎潟IC | 03,761             | 14,428             | 05,568             | 04,983            |
| 五城目八郎潟IC - 琴丘森岳IC     | 02,979             | 12,212             | 05,062             | 04,632            |
| 琴丘森岳IC - 八竜IC             | 02,543             | 11,046             | 04,587             | 04,208            |
| 八竜IC - 能代南IC               | 05,060             | 12,568             | 07,008             | 07,352            |
| 能代南IC - 能代東IC             | 調査当時未開通     | 11,801             | 06,718             | 06,133            |
| 能代東IC - 二ツ井白神IC         | 調査当時未開通     | 調査当時未開通     | 09,209             | 07,566            |
| 二ツ井白神IC - 蟹沢IC間         | 未開通             | 未開通             | 未開通             | 未開通            |
| 蟹沢IC - 伊勢堂岱IC             | 調査当時未開通     | 調査当時未開通     | 調査当時未開通     | 04,755            |
| 伊勢堂岱IC - 大館能代空港IC     | 調査当時未開通     | 調査当時未開通     | 調査当時未開通     | 04,572            |
| 大館能代空港IC - 鷹巣IC         | 調査当時未開通     | 調査当時未開通     | 調査当時未開通     | 06,016            |
| 鷹巣IC - 二井田真中IC           | 調査当時未開通     | 調査当時未開通     | 調査当時未開通     | 09,716            |
| 二井田真中IC - 大館南IC         | 調査当時未開通     | 調査当時未開通     | 02,253             | 10,589            |
| 大館南IC - 大館北IC             | 08,431             | 07,885             | 08,181             | 09,495            |
| 大館北IC - 小坂北IC             | 調査当時未開通     | 調査当時未開通     | 02,383             | 02,888            |
| 小坂北IC - 小坂JCT              | 調査当時未開通     | 調査当時未開通     | 02,383             | 01,347            |

（出典：「平成22年度道路交通センサス」・「平成27年度全国道路・街路交通情勢調査」（国土交通省ホームページ）より一部データを抜粋して作成）
- 平成22年度の調査期間中において秋田中央IC - 八竜ICでは、高速道路無料化社会実験が行われていた。

- 平成27年度の調査期間中においては土砂崩れのため、令和3年度の調査期間中においては地滑りの危険があったため、岩手県西和賀町内の国道107号がいずれも長期通行止めになっており、迂回路として並行する北上西IC - 湯田IC間について、この区間のみを通行する車両に対して、無料で通行できる特例措置が設定されていた。

- 令和2年度に実施予定だった交通量調査は、新型コロナウイルスの影響で延期された[53]。

#### 渋滞について
当路線は1年を通して渋滞が少ない路線ではあるが、毎年8月第4土曜日に行われる、秋田県大仙市の全国花火競技大会の際には、大曲IC出口が混雑する他、和賀仙人トンネルや土渕トンネルなどで10 km超の渋滞が見られることがある。特に2010年（平成22年）は、高速道路無料化などにより、最大で20 km程度の渋滞が発生し、最終的に開催日翌日の夕方まで渋滞が続いた。また、前述の高速道路無料化で、秋田中央IC以北の交通量が増えており、特に秋田北IC - 昭和男鹿半島IC間で2倍以上に増加した。

## 地理

### 通過する自治体
- 岩手県
  - 北上市 - 和賀郡西和賀町 -
- 秋田県
  - 横手市 - 大仙市 - 秋田市 - 潟上市 - 南秋田郡井川町 - 南秋田郡五城目町 - 南秋田郡八郎潟町 - 山本郡三種町 - 能代市 - （この間 日本海沿岸東北自動車道） - 北秋田市 - 大館市 - 鹿角郡小坂町

### 接続する高速道路
- E4 東北自動車道（北上JCTで接続）
- E13 東北中央自動車道（横手ICで接続）
- E7 日本海東北自動車道（河辺JCTで接続）
- （日本海沿岸東北自動車道 二ツ井白神IC - 蟹沢IC）
  - 二ツ井白神IC - 能代市二ツ井町切石
    - 二ツ井白神ICの改良として自動車専用道路を整備する予定[49]。

  - 能代市二ツ井町切石 - 小繋IC
    - 現道（国道7号 二ツ井バイパス）を活用する区間[49]。将来的には現道を自動車専用道路に改良予定[49]。

  - 小繋IC - 蟹沢IC
    - 国道7号 二ツ井今泉道路を別線として整備する予定[49]。
- E4 東北自動車道（小坂JCTで接続）